# Campionato mondiale femminile di pallacanestro Under-19 2017
Il 12º Campionato mondiale femminile di pallacanestro Under-19 (noto anche come 2021 FIBA Under-19 Women's Basketball World Cup) si è svolto in Italia nelle città di Udine e Cividale del Friuli, dal 22 al 30 luglio 2017.

## Classifica finale
| Campione del Mondo | Campione del Mondo | Campione del Mondo |
| --- | ------------------ | --- |
| Russia under 191 Zav'jalova, 3 Stoljar, 4 Musina, 5 Safonova, 7 Vadeeva, 9 Pleskevič, 10 Kuril'čuk, 11 Olejnikova, 12 Kornienko, 13 Kramar, 14 Kožuchar', 18 Čeren, All. Aleksandr Kovalëv |                    | |
| Argento | Stati Uniti        | Stati Uniti under 194 Dangerfield, 5 Richardson, 6 Harris, 7 Sutton, 8 Carter, 9 Boehm, 10 Hebard, 11 Walker, 12 Williams, 13 Overbeck, 14 Alarie, 15 Holmes, All. Suzie McConnell         |
| Bronzo | Canada             | Canada under 194 Hall, 5 Pellington, 6 Epoch, 7 Van Leeuwen, 8 Brown, 9 Jerome, 10 Masikewich, 11 Donovan, 12 Konig, 13 Amihere, 14 Torres, 15 Bongomin, All. Caroline Clarke              |
| 4. | Giappone           | Giappone under 194 Sasaka, 5 Shibuya, 6 Abe, 7 Era, 8 Umezawa, 9 Kuribayashi, 10 Akaho, 11 Miyashita, 12 Mawuli, 13 Kasagi, 14 Takahara, 15 Fujita, All. Mikiko Hagiwara                   |
| 5. | Francia            | Francia under 191 Sissoko, 3 Limouzin, 5 Kerboeuf, 6 Michaud, 11 Djekoundade, 16 Saint-Juste, 23 Foppossi, 24 Toi, 32 Pouye, 33 Djaldi-Tabdi, 74 Lenglet, 79 Marie, All. Julien Egloff     |
| 6. | Australia          | Australia under 194 Conti, 5 Cubillo, 6 Shelley, 7 Simons, 8 Rocci, 9 Rowe, 10 Bibby, 11 Maley, 12 Pizzey, 13 Magbegor, 14 McSpadden, 15 Aokuso, All. Deanne Butler                        |
| 7. | Cina               | Cina under 194 Fang, 5 Li Yuan, 6 Wang, 7 Tan, 8 Liu L., 9 Liu X., 10 Jia, 11 Liang, 12 Tang, 13 Han, 14 Li Yueru, 33 Cao, All. Cong Xuedi                                                 |
| 8. | Spagna             | Spagna under 194 Alonso, 5 Erauncetamurguil, 7 Peña, 8 Etxarri, 9 Ayuso, 10 Ginzo, 12 Barneda, 13 Sole, 14 Iparragirre, 15 Diallo, 16 Brotons, 17 Junio, All. Miguel Ortega                |
| 9. | Ungheria           | Ungheria under 191 Pusztai, 4 Czukor, 5 Kányási, 9 Lelik, 11 Boros, 12 Gereben, 13 Varga, 14 Juhász, 24 Karagits, 30 Dúl, 31 Mérész, 33 Török, All. Judit Balogh                           |
| 10. | Lettonia           | Lettonia under 194 Svenne, 5 Rozentāle, 6 Gertsone, 7 Kļaviņa, 8 Strautmane, 9 Pāvelsone, 10 Markova, 11 Mote, 12 Grabe, 13 Lipe, 14 Šepte, 15 Hudjakova, All. Ainārs Čukste               |
| 11. | Italia             | Italia under 194 Pinzan, 5 A. Togliani, 6 G. Togliani, 7 Ianezic, 8 De Cassan, 9 Fassina, 12 Parmesani, 13 Cubaj, 14 Madera, 15 Andrè, 16 Castello, 18 Pontoni, All. Giovanni Lucchesi     |
| 12. | Messico            | Messico under 194 Alvarado, 5 Rivera, 6 Tapia, 7 Martín del Campo, 8 Xicotencatl, 9 Villalobos, 10 Sánchez, 11 Ayala, 12 Figueroa, 13 Rosas, 14 González, 15 Gastélum, All. Israel Zermeño |
| 13. | Mali               | Mali under 194 K. Diakité, 5 Doumbia, 6 Mariko, 7 Am. Diakité, 8 Sissoko, 9 Sangaré, 10 Traoré, 11 Dembélé, 12 Dramé, 13 As. Diakité, 14 Coulibaly, 15 Kourouma, All. Amadou Bamba         |
| 14. | Porto Rico         | Porto Rico under 192 C. Rivera, 4 Malavé, 5 Pérez, 6 L. Rivera, 7 González, 11 Cancio, 13 Vargas, 14 Oppenheimer, 15 Martínez, 16 Santana, 20 Rodríguez, 33 Pagán, All. Jerry Batista      |
| 15. | Corea del Sud      | Corea del Sud under 191 Lee S., 4 Park G., 5 Park J., 6 Lee H., 7 Cha, 8 Na, 9 Jin, 10 Lee J., 11 Kim D., 12 Kim N., 13 Kim M., 17 Kim J., All. Kim Yeong-min                              |
| 16. | Egitto             | Egitto under 194 Abdelgawad, 5 Elseady, 6 Elshewekh, 8 Bakr, 9 Khalaf, 10 Ghonim, 11 Sherif, 12 Abdelfattah, 13 Rehan, 14 Elbarky, 15 Khalifa, 74 Marouf, All. Mohamed Eid                 |